# Alphonse de Poitiers
Pour les articles homonymes, voir Alphonse, Poitiers, Alphonse de Toulouse et Toulouse (homonymie).
Alphonse de Poitiers, né le 11 novembre 1220 à Poissy et mort le 21 août 1271 à Tarquinia, prince de sang royal, est le frère du roi Saint Louis. Il est comte de Poitiers, de Saintonge et de Toulouse et seigneur de la Terre d'Auvergne.

## Biographie

### Jeunesse
Fils du roi Louis VIII et de Blanche de Castille, il tient son prénom, inhabituel pour la dynastie capétienne, de son grand-père maternel Alphonse VIII de Castille. Il reçoit en 1225, par testament de son père, le comté de Poitiers, la Saintonge et une partie de l'Auvergne en apanage.
En 1227, un premier projet de mariage avec Isabelle de la Marche, fille d’Hugues X de Lusignan et d’Isabelle d’Angoulême, est annulé à la signature du traité de Paris en 1229, qui lui promet Jeanne, fille de Raymond VII (IX) de Saint-Gilles, comte de Toulouse. Le contrat de mariage prévoit que Raymond VII conserve l’usufruit du comté de Toulouse, dont la propriété est transmise à sa fille Jeanne, qui hérite de toutes ses autres possessions.
Sa jeunesse est mal connue, il apparaît essentiellement dans les vies de Saint Louis comme un de ses compagnons.

### Le prince apanagiste
Alphonse de Poitiers est fait chevalier en 1241, et reçoit la ceinture militaire et son apanage à Saumur, lors d’une gigantesque fête, dite la Non Pareille, à laquelle assiste le chroniqueur Joinville.

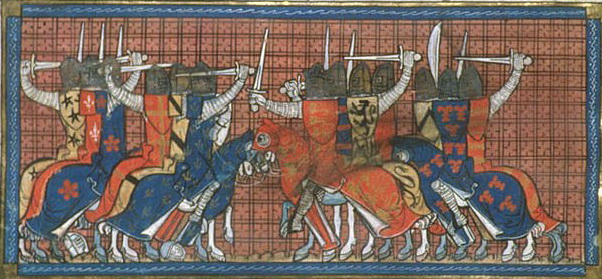
La bataille de Taillebourg en 1242. Miniature du XIVe siècle.

Dès la fin de l’année, il doit faire face à la révolte de son puissant vassal poitevin Hugues X de Lusignan, qui a le soutien du roi Henri III d'Angleterre et du beau-père d'Alphonse, Raymond VII de Saint-Gilles. Avec l'aide de son frère, Louis IX, Alphonse soumet une partie des conjurés, prend les châteaux et villes des révoltés et vainc l'armée adverse à la bataille de Taillebourg, le 21 juillet 1242.

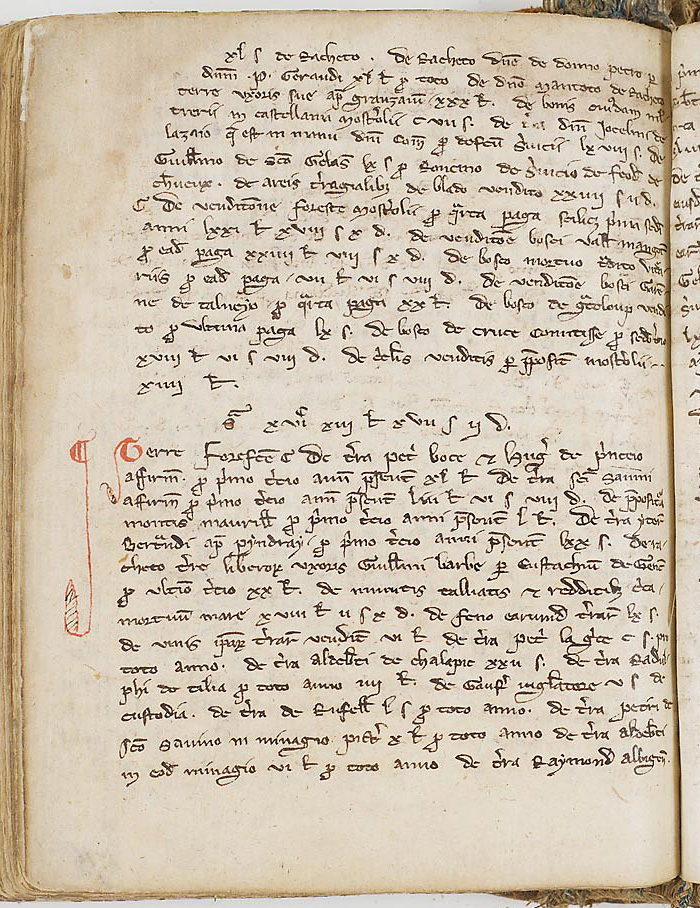
Comptes de recettes et de dépenses du frère du roi, Alphonse de Poitiers. 1243-1248. Archives nationales de France.

Dès la paix revenue, il confisque certains fiefs de ses vassaux révoltés, et suit de près l’administration de ses domaines. Cependant, les comptes du Poitou sont rendus simultanément à Alphonse de Poitiers et au roi jusqu’en 1248, plaçant de fait le comte de Poitiers sous tutelle. Il accroît ses revenus autant que la coutume le lui laisse faire, réclamant ainsi de forts droits de mutation qu’il perçoit de manière sourcilleuse avant de les réformer en 1269.
Il affaiblit les grandes familles du comté de Poitiers, et rend la justice comtale et royale incontournable, mettant fin aux guerres privées, et accroît le contrôle sur ses vassaux, leurs châteaux étant désormais « rentables » (les soldats du comte pouvaient les occuper en cas de danger grand ou petit). En 1247, il reçoit à Poitiers son cousin Alphonse III de Portugal, qui fait le voyage de la cour de France au Portugal pour y être couronné. Enfin, de 1244 à 1247, il prépare la première croisade de Louis IX, qui part en 1248, et le rejoint en Égypte en 1249.

### Le croisé
Il débarque en Égypte alors que les croisés ont déjà pris Damiette. Il conduit les renforts : chevaliers de ses domaines dont Hugues XI Le Brun, comte d’Angoulême, Pierre Mauclerc et les chevaliers de Bretagne.
Son arrivée permet aux croisés de reprendre l’offensive ; la victoire à Mansourah, bataille où il se distingue, est coûteuse en hommes et non suivie d’effets. Dans la retraite qui suit, il est fait prisonnier avec ses frères Charles d’Anjou et Louis IX. C’est lui qui est choisi comme otage par les Arabes à la libération de Louis IX en attendant le paiement de la rançon, ceux-ci jugeant qu’il avait plus de prix aux yeux du roi de France. La croisade rejoint Saint-Jean-d'Acre, tandis qu'Alphonse quitte la Terre sainte avec le plus gros des croisés le 10 août, distribuant à ceux qui restent ses joyaux.

### L'héritage du Languedoc
Raymond VII de Toulouse étant mort en 1249 peu après son départ, il hérite du comté de Toulouse, de l’Agenais et du Rouergue, et d’une partie de l’Albigeois et du Quercy, héritage que sa mère et son homme de confiance, le chapelain de Saint-Hilaire, lui ont assuré en son absence. Au retour de la croisade, Alphonse est ainsi le plus riche prince de France. Les domaines méridionaux d'Alphonse vont être administrés à distance par ce dernier, par l'intermédiaire de ses sénéchaux. Ces territoires, entrés dans l'orbite capétienne à l'issue de la croisade albigeoise déclenchée par Innocent III, sont gouvernés en étroite collaboration avec les prélats (évêques et abbés sont à la tête d'importants biens temporels) et avec les inquisiteurs de l'hérésie, même si les tensions entre administrateurs comtaux et les ecclésiastiques ne sont pas rares.

### Le régent de France
En arrivant en France, il prend possession de son héritage toulousain. Il casse le testament de Raymond VII, qui avait légué toute sa fortune mobilière à différents monastères, sans réussir à récupérer tous les joyaux, puis retourne en Île-de-France, d’où il administrera ses domaines jusqu’à la fin de sa vie. Après s’être relevé d’une ophthalmie (hiver 1251-52), il doit assister Blanche de Castille, déclinante, dans la régence du royaume. À la mort de celle-ci en novembre 1252, il lui succède à la régence du royaume. Ses qualités d’administrateur s’y déploient.
Au retour de Louis IX, il conserve cependant une forte influence dans le gouvernement royal. Il vit essentiellement en Île-de-France, et plusieurs fois, des rois, reines, papes, s’adressent à lui pour obtenir quelque chose du roi de France.

### Gestion de son domaine méridional

#### Le système administratif
De 1250 à sa mort, Alphonse gère lui-même ses fiefs, à partir de différentes demeures au sud-est de Paris. Il communique par chevaucheurs avec les sénéchaux de son domaine (sept au total). Celui-ci comprend le comté de Poitiers, la Saintonge, l’Auvergne (sans Clermont mais avec Riom et Brioude), le comté de Toulouse, le Quercy, au sud du Lot, le Rouergue, l’Agenais ; il est suzerain de la Marche, de Comminges et de l’Armagnac ; il possède en outre le titre de marquis de Provence, quelques fiefs autour d’Orange, et la co-suzeraineté sur Avignon. Enfin, il est suzerain du comte de Foix, mais celui-ci ne le reconnaît pas.
Ses sénéchaux sont ceux de Poitou-Saintonge (un seul, puis un pour le Poitou et un pour la Saintonge après 1255), le connétable d’Auvergne, le sénéchal de Toulouse (responsable de l’Albigeois), de Quercy-Agenais, de Rouergue, du Comtat Venaissin. Ils sont secondés par des prévôts, des baillis (bayles en toulousain). Quatre fois par an, les sénéchaux lui remettent directement les comptes et les recettes de leur sénéchaussée. Ils sont redevables un an après leur sortie de charge. Ces sénéchaussées sont subdivisées en prévôtés : dix prévôts gèrent de plus près le domaine particulier du comte en Poitou, dix prévôts et deux baillis en Saintonge. De plus, des enquêteurs temporaires (chevaliers ou plus souvent frères prêcheurs, franciscains ou dominicains) contrôlent le travail des fonctionnaires du comte et reçoivent les plaintes à leur encontre. Ce système efficace lui permet d’étendre l’emprise de sa justice, aux dépens des justices seigneuriales et du pouvoir des évêques, et surtout d’augmenter ses revenus.
Il concède à Riom la charte dite alphonsine en juillet 1270, qui est à la base du droit civil d’Auvergne sous l’Ancien Régime.

#### Politique économique
Pour augmenter ses revenus, Alphonse stimule le commerce : il fait construire des halles à Niort et La Rochelle (même si les secondes, mal situées, lui rapportent moins que celles de Niort), continue et amplifie la politique de création de bastides de Raymond VII de Toulouse (cinquante-quatre en 20 ans) : Sainte-Foy-la-Grande (Gironde) en 1255, Eymet (Dordogne) en 1270. Il profite également de la répression des cathares par l’Inquisition : les biens des hérétiques sont vendus à son profit. Il pressure les Juifs : taxes pour dispense de rouelle ; sous menace d’expulsion, ils lui apportent des fonds pour la croisade de 1248 ; et imposition forcée qui lui rapporte autant que celle sur les chrétiens pour celle de 1270.
Il est à l’origine de la construction du pont sur le Rhône de Pont-Saint-Esprit, commencé en 1265 et achevé en 1309.

#### Mécénat
Il fait construire un château à Saint-Maixent, un hôtel à Paris (l’hôtel de Poitiers, achevé en 1268, futur hôtel d’Alençon, qui passa à Enguerrand de Marigny et la reine Margot, démoli au XVIIe siècle pour l’agrandissement du Louvre).
Dans les années 1260, il protège le poète Rutebeuf. Parmi ses chambellans, se trouve également un certain Guillaume de Lorris. Ce nom est cependant très courant, y compris dans l'entourage royal, et rien ne permet d'affirmer qu'il s'agit du célèbre auteur du Roman de la Rose.

### La dernière croisade
Alphonse de Poitiers répond à l’appel à la croisade lancé par Saint Louis en 1267. Il constitue un nouveau trésor de guerre à la tour du Temple, crée des réserves d’armes, etc. La croisade part au printemps 1270, et débarque à la Goulette le 17 juillet et prend rapidement Carthage. Harcelés par la cavalerie légère des Sarrasins, manquant d’eau, les croisés sont rapidement touchés par une épidémie de dysenterie, qui atteint le roi. Celui-ci meurt le 25 août.
Après des négociations avec l’émir de Tunis, toute la croisade rembarque début novembre. Alphonse de Poitiers reste quelques mois en Sicile, accueilli par son frère Charles d'Anjou, roi de Sicile. Il quitte Messine en juin 1271, mais épuisé par la maladie, il s’arrête en voyage et meurt au château de Corneto près de Sienne le 21 août, suivi le 25 par sa femme, Jeanne de Toulouse, laissant selon Rutebeuf l’image d’un modèle de chevalerie. Mort loin de sa patrie, la technique funéraire du mos Teutonicus dut lui être appliquée.
À sa mort, comme il n'a pas de fils, ses domaines sont réunis au domaine royal français. La partie de l'Auvergne qu'il possédait fut dès lors appelée « Terre royale d'Auvergne » et plus tard érigée en duché d'Auvergne, à ne pas confondre avec le comté d'Auvergne, ni avec le comté devenu dauphiné d'Auvergne. Ses entrailles furent déposées à l'abbaye de Maubuisson.
Le traité de Paris de 1259 prévoyait que l’Agenais et le sud de la Saintonge (au sud de la rivière de Charente) seraient cédés à l’Angleterre si Alphonse de Poitiers n'avait pas d'héritier. Après sa mort en 1271, cela a été fait conformément au traité, mais seulement après signature d’un nouveau traité, le traité d'Amiens, en 1279.

## Armoiries
Ses armoiries sont une combinaison des blasons de ses deux parents : parti d'azur semé de fleurs de lys d'or qui est de France, et de gueules semés de château d'or, qui est de Castille.